# Sumatra PDF
Sumatra PDF is een lichtgewicht pdf-lezer voor Windows geschreven door Krzysztof Kowalczyk. Naast pdf-documenten kunnen ook de bestandsformaten DjVu, XPS, CHM, PalmDoc, CBZ, CB7, CBT en CBR gelezen worden.

## Geschiedenis
De eerste versie (0.1) van Sumatra PDF was gebaseerd op Xpdf 0.2 en werd uitgebracht op 1 juni 2006. Versie 1.0 werd uitgebracht op 17 november 2009 na meer dan drie jaar ontwikkeling.
Versie 3.0 verscheen op 18 oktober 2014.

## Functies
- Lezen van verschillende bestandsformaten;
- Pdf-bestanden worden verwerkt met behulp van de bibliotheek MuPDF;
- Sumatra PDF is verkrijgbaar als portable versie;
- Ondersteuning voor WebP-afbeeldingen en RAR5-gecomprimeerde stripboeken[2]
- Tabbladen (sinds versie 3)[2]
- Presentatie (F5)- en volledigschermmodus (F11)

## Trivia
- De Free Software Foundation Europe beveelt het gebruik van Sumatra PDF aan vanwege het gebruik van de GPL.